# Enval
Enval è un comune francese di 1 450 abitanti situato nel dipartimento del Puy-de-Dôme nella regione dell'Alvernia-Rodano-Alpi.

## Società
In questo piccolo comune dell'Alvernia è ambientato il romanzo Mont-Oriol di Guy de Maupassant

### Evoluzione demografica
Abitanti censiti